# Siparuna pachyantha
Siparuna pachyantha là một loài thực vật có hoa trong họ Siparunaceae. Loài này được A.C. Sm. miêu tả khoa học đầu tiên năm 1939.